# USS LST-615
O USS LST-615 foi um navio de guerra norte-americano da classe LST que operou durante a Segunda Guerra Mundial.